# Basler Bankenvereinigung
Die Basler Bankenvereinigung (BBVg) ist der Branchenverband der in der Nordwestschweiz angesiedelten Banken. Die 1918 gegründete Vereinigung vertritt die Interessen ihrer Anspruchsgruppen wie Bankkunden, Nachwuchs- und Bankmitarbeitende. 
Die meisten in der Region (Basel-Stadt, Basel-Landschaft, Fricktal und Thierstein/Dorneck) tätigen Banken sind Mitglied der Basler Bankenvereinigung. Während fast 100 Jahren war die Vereinigung bei der UBS beziehungsweise deren Vorgängerinstitution Bankverein domiziliert. 2014 wurde die Geschäftsstelle zur Handelskammer beider Basel transferiert. Aktueller Präsident der Basler Bankenvereinigung ist Bernhard Fischer, Leiter des Firmenkundengeschäfts der Region Nordschweiz der Credit Suisse. Das Präsidium wechselt in der Regel nach drei Jahren zwischen einer Grossbank, einer Kantonalbank und einer Privatbank. Operativ geleitet wird die BBVg von Geschäftsführer Patrick Huber.

## Aufgaben
Nachwuchsförderung
Zur Nachwuchsförderung organisiert die BBVg jährlich den Anlass «Banking-in-Basel» für Studierende und Absolventen von Fachhochschulen und Universitäten. Zum Aufzeigen von Karrieremöglichkeiten organisieren die Mitglieder in Zusammenarbeit mit dem RealWWZ von der wirtschaftswissenschaftlichen Fakultät der Universität Basel sogenannte «Bankers‘ Luncheons», bei welchen Studierende in direkten Kontakt mit dem Top-Management der Bank kommen.
Netzwerk und Information
Für die Bankmitarbeitenden organisieren die BBVg mehrmals jährlich das «Basler Bankenforum», an welchem aktuelle Themenstellungen präsentiert werden und nationale und internationale Bankmanager referieren.
Öffentlichkeitsarbeit
In regelmäßigen Abständen informiert die BBVg über die Bedeutung der Banken für den Wirtschaftsstandort Nordwestschweiz. Ihre Vertreter arbeiten in Gremien mit, die sich für die Stärkung des Wirtschaftsstandortes einsetzen. Ebenfalls nimmt die BBVg Einfluss auf die kantonalen politischen Rahmenbedingungen, um Bankarbeitsplätze zu schaffen und zu erhalten.

## Mitglieder
Die 25 Mitgliedsinstitute beschäftigen rund 6300 Personen (FTE), verwalten 115 Mrd. Franken Vermögen und vergaben Kredite im Rahmen von rund 55 Mrd. Franken. Folgende Banken sind Mitglied bei der Basler Bankenvereinigung:
- Bank SoBa Basel
- Bank CIC (Schweiz) AG
- Bank Cler AG
- Bank J. Safra Sarasin AG
- Bank Julius Bär & Co. AG
- Bank Vontobel AG
- Banque Pictet & Cie SA
- Basellandschaftliche Kantonalbank
- Basler Kantonalbank
- BNP Paribas WM (Suisse) SA
- BPS (SUISSE)
- Crédit Agricole Financements (Suisse) S.A.
- Credit Suisse (Schweiz) AG
- Dreyfus Söhne & Cie AG, Banquiers
- E. Gutzwiller & Cie, Banquiers
- LGT Bank (Schweiz) AG
- Migros Bank
- MIRABAUD & Cie AG
- Raiffeisenbank Basel
- Remaco Wealth Management AG
- Scobag Privatbank AG
- Trafina Privatbank AG
- UBS AG
- Union Bancaire Privée, UBP SA
- WIR Bank